# ISO 3166-2:MM
ISO 3166-2:MM est l'entrée pour la Birmanie (ou Myanmar) dans l'ISO 3166-2, qui fait partie du standard ISO 3166, publié par l'Organisation internationale de normalisation (ISO), et qui définit des codes pour les noms des principales administration territoriales (e.g. provinces ou États fédérés) pour tous les pays ayant un code ISO 3166-1.

## Subdivisions (15)
Les noms des subdivisions sont listés selon l'usage de la norme ISO 3166-2, publiée par l'agence de maintenance de l'ISO 3166 (ISO 3166/MA).
| Code  | Nom de la subdivision | Type                  |
| ----- | --------------------- | --------------------- |
| MM-07 | Ayeyarwady            | Région                |
| MM-02 | Bago                  | Région                |
| MM-14 | Chin                  | État                  |
| MM-11 | Kachin                | État                  |
| MM-12 | Kayah                 | État                  |
| MM-13 | Kayin                 | État                  |
| MM-03 | Magway                | Région                |
| MM-04 | Mandalay              | Région                |
| MM-15 | Mon                   | État                  |
| MM-18 | Nay Pyi Taw           | Territoire de l'Union |
| MM-16 | Rakhine               | État                  |
| MM-01 | Sagaing               | Région                |
| MM-17 | Shan                  | État                  |
| MM-05 | Tanintharyi           | Région                |
| MM-06 | Yangon                | Région                |

## Historique
Historique des changements
- 12 juin 2011 : Changement du nom officiel long
- 14 juillet 2011 : Ajout des termes génériques administratifs locaux, mise à jour de la liste source, ajout de la remarque.
- 3 novembre 2014 : Modification de la catégorie de subdivision de divisions en régions; modification de l'orthographe de MM-05 et MM-07; ajout d'un territoire de l'Union MM-18
- 15 novembre 2016 : Modification de l'orthographe de MM-07, MM-05; mise à jour de la Liste Source

Le codet « BU » (ancien code de la Birmanie, devenue Myanmar) est réservé pour une durée transitoire, de 1989 à 2039-12.